# Yusmeiro Petit
Yusmeiro Alberto Petit (né le 22 novembre 1984 à Maracaibo, Zulia, Venezuela) est un lanceur droitier des Angels de Los Angeles de la Ligue majeure de baseball.
En 2014, il établit l'actuel record du baseball majeur en retirant 46 joueurs adverses de suite. Il fait partie des équipes des Giants de San Francisco championnes des Séries mondiales de 2012 et 2014.

## Carrière

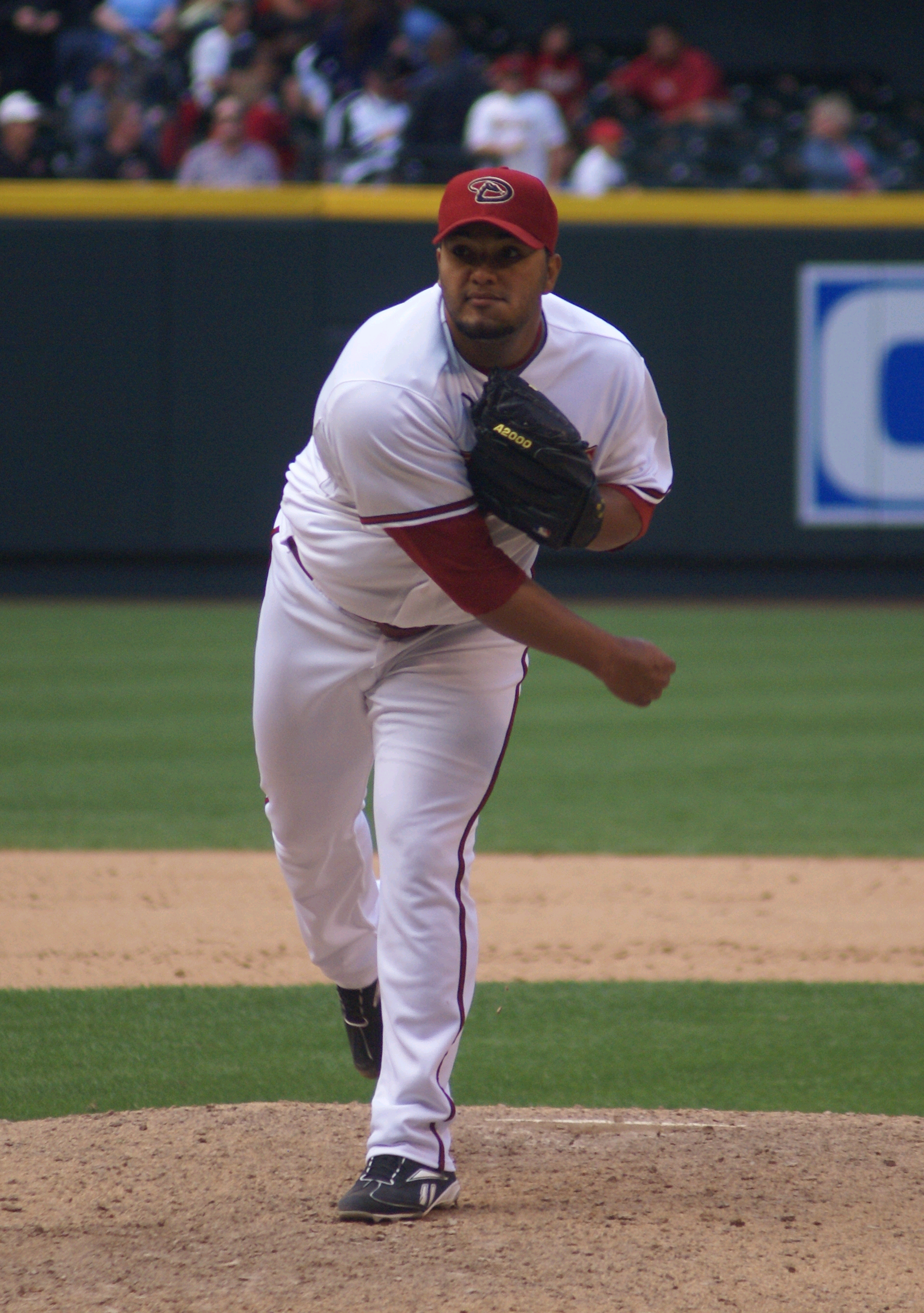
Yusmeiro Petit en 2009 avec Arizona.

### Marlins de la Floride
Yusmeiro Petit signe son premier contrat professionnel en 2001 avec les Mets de New York. Il joue en ligues mineures pendant quelques années dans l'organisation des Mets, jusqu'à ce que ceux-ci l'échangent aux Marlins de la Floride le 24 novembre 2005 avec le joueur d'd'avant-champ des ligues mineures Grant Psomas et du premier but Mike Jacobs, en retour du joueur de premier but Carlos Delgado.
Petit fait ses débuts dans les majeures avec les Marlins le 14 mai 2006. Il joue un match comme lanceur partant à sa première année, et effectue ses 14 autres sorties en relève. 

### Diamondbacks de l'Arizona
Le 26 mars 2007, Petit passe aux Diamondbacks de l'Arizona en retour d'un autre lanceur, Jorge Julio. Petit joue 14 parties en 2007 pour les D-Backs, dont 10 comme partant. Il partage son temps entre la rotation de partants de l'équipe et l'enclos de relève au cours des deux années suivantes avec Arizona. En 2009, après une saison de trois victoires et 10 défaites pour les Diamondbacks, il est réclamé au ballottage par les Mariners de Seattle. 

### Ligue mexicaine
Après une saison 2010 en ligues mineures dans l'organisation des Mariners de Seattle, il joue chez les Guerreros de Oaxaca de la Ligue mexicaine de baseball en 2011. 

### Giants de San Francisco

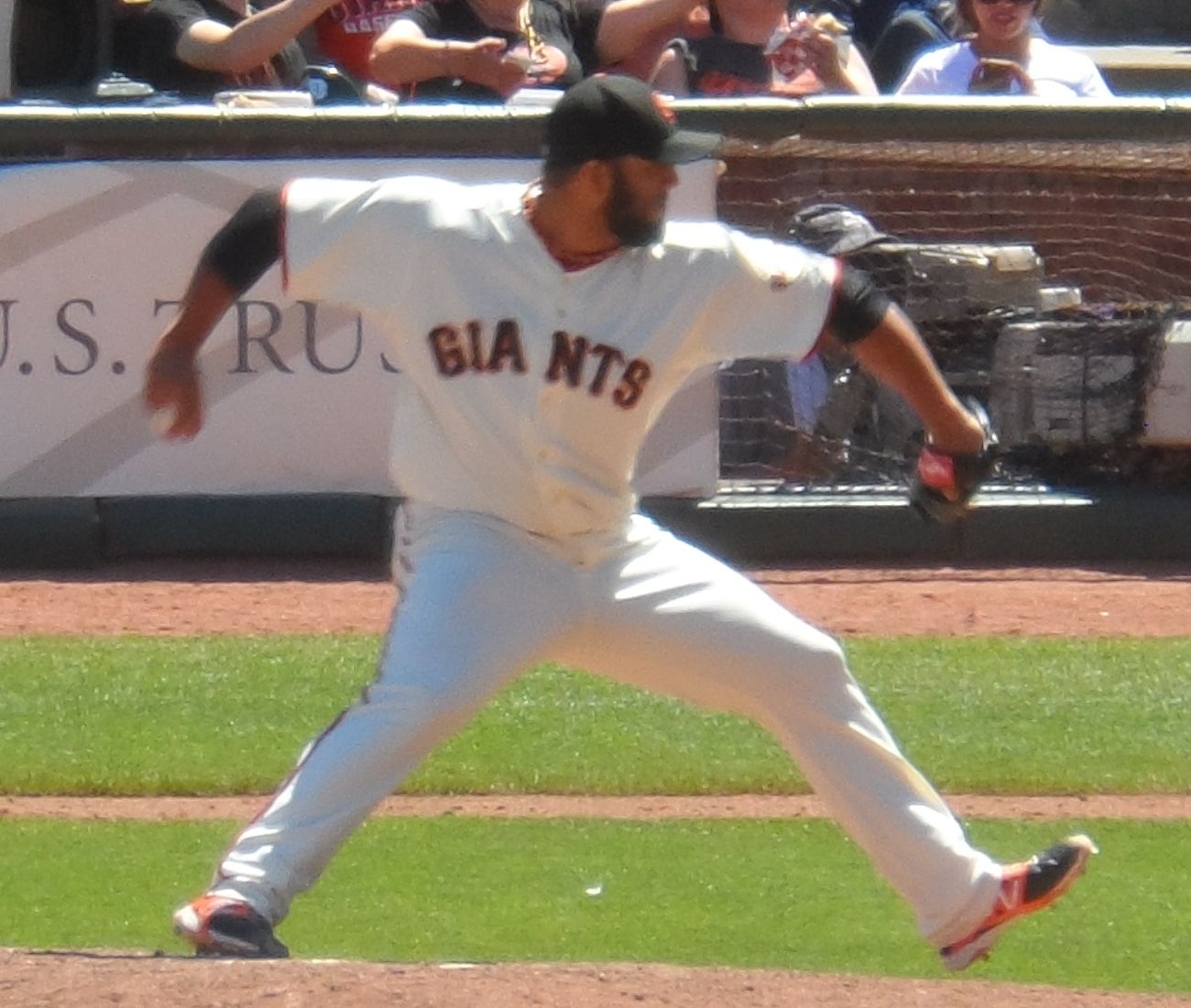
Yusmeiro Petit en 2014 avec les Giants de San Francisco.

En 2012, il signe un contrat avec les Giants de San Francisco. Le 23 septembre 2012, il effectue un retour en Ligue majeure comme lanceur partant des Giants contre les Padres de San Diego.
Le 6 septembre 2013, Yusmeiro Petit retire dans l'ordre les 26 premiers frappeurs des Diamondbacks de l'Arizona lors d'un match à San Francisco et s'approche à une seule prise de réussir un match parfait, mais il rate de peu l'exploit lorsqu'il accorde un coup sûr à Eric Chavez après deux retraits en neuvième manche. Petit termine son match complet et son blanchissage, n'ayant accordé aucun point, un seul coup sûr et totalité 7 retraits sur des prises dans la victoire de 3-0 des Giants. Il est le 12e lanceur de l'histoire à rater le match parfait par un seul retrait,,.

#### Saison 2014
En 2014, Petit livre de bonnes performances en longue relève et, en août, il remplace l'inconstant Tim Lincecum dans la rotation de lanceurs partants des Giants. Le 28 août 2014 à San Francisco face aux Rockies du Colorado, Petit établit un nouveau record du baseball majeur en retirant un 46e frappeur adverse de suite, une séquence amorcée le 22 juin précédent à Philadelphie. En retirant sur trois prises Brandon Barnes, il éclipse l'ancien record de 45 établi par Mark Buehrle en 2009. La séquence prend fin à 46 lorsque le lanceur adverse, Jordan Lyles, réussit ensuite un double aux dépens de Petit.
Il lance 117 manches en 12 départs et 27 sorties en relève durant la saison régulière 2014. Sa moyenne de points mérités s'élève à 3,69 avec 5 victoires, 5 défaites et 133 retraits sur des prises. Dans le second match de la Série de divisions de la Ligue nationale, il lance en relève de la 12e à la 17e manche sans accorder de point aux Nationals de Washington et est le lanceur gagnant d'un match remporté en 18 manches par les Giants. Petit fait partie de l'équipe des Giants qui est championne de la Série mondiale 2014.
En 2015, il n'amorce qu'un seul match des Giants, qui l'emploient en relève à 41 reprises. En 76 manches lancées au total, sa moyenne de points mérités s'élève à 3,67.

### Nationals de Washington
Le 14 décembre 2015, Petit signe avec les Nationals de Washington un contrat d'un an et une année d'option qui lui garantit 3 millions de dollars.

### Angels de Los Angeles
Petit rejoint les Angels de Los Angeles le 8 février 2017.